# 費格森峰
費格森峰（英語：Ferguson Peak），是南極洲的山峰，位於南喬治亞群島，海拔高度560米，在1957年由英國南極名稱諮詢委員以蘇格蘭地質學家命名，由英國海外領土管轄。